# واندرسون اسکاردولی
واندرسون اسکاردولی بازیکن فوتبال اهل برزیل است 